# زاتوموس
زاتوموس(نام علمی: Zatomus) نام یک سرده از راسته رایی‌خزندگان است.